# 溫爲
溫爲，直隸顺天府通州人，清朝政治人物。同进士出身。
康熙三十年，登进士，改庶吉士，授陕西清澗縣知县。